# Hrant Melkumian
Hrant Melkumian, orm. Հրանտ Մելքումյան (ur. 30 kwietnia 1989) – ormiański szachista, arcymistrz od 2008 roku.

## Kariera szachowa
Wielokrotnie reprezentował Armenię na mistrzostwach świata i Europy juniorów w różnych kategoriach wiekowych, największy sukces odnosząc w 2006 r. w Batumi, gdzie zdobył tytuł wicemistrza świata do 18 lat. W 2011 r. zdobył w Warszawie tytuł mistrza Europy w szachach błyskawicznych.
Normy na tytuł arcymistrza wypełnił w latach 2007 (dz. I m. w Grodzisku Mazowieckim, wspólnie z Bartłomiejem Macieją i Dariuszem Szoenem) i 2008 (I m.  w Biełgorodzie oraz na mistrzostwach świata do 20 lat w Gaziantepie). 
Do innych jego sukcesów należą m.in.:
- III m. w Sewanie (2006, za Nikitą Witiugowem i Armanem Paszikjanem),
- dz. III m. we Lwowie (2007, za Jurijem Wowkiem i Michajło Oleksienko, wspólnie z Igorem Smirnowem),
- dz. I m. w Erywaniu (2007, wspólnie z Dawidem Kalaszjanem i Samwelem Ter-Sahakjanem),
- dz. I m. w Kawali (2009, wspólnie z Nidżatem Mamedowem, Alberto Davidem, Chanda Sandipanem, Abhijeetem Guptą, Władysławem Niewiedzniczym i Siergiejem Wołkowem),
- dz. II m. w Abu Zabi (2009, za Aleksiejem Aleksandrowem, wspólnie z Aszotem Anastasjanem i Zawenem Andriasjanem),
- dz. I m. w Petersburgu (2009, memoriał Michaiła Czigorina, wspólnie z Andriejem Diewiatkinem, Zhou Weiqi, Siergiejem Wołkowem i Andriejem Ryczagowem),
- dz. I m. w Dubaju (2010, wspólnie z m.in. Tornike Sanikidze, Eduardo Iturrizagą i Aleksiejem Aleksandrowem),
- dz. II m. w Sarajewie (2011, Bosna Open, za Baadurem Dżobawą, wspólnie z Borkim Predojeviciem, Constantinem Lupulescu i Mirceą-Emilianem Pârligrasem),
- dz. I m. w Martuni (2011, wspólnie z Baadurem Dżobawą),
- dz. II m. w Złotych Piaskach (2012, za Lu Shanglei, wspólnie z m.in. Ołeksandrem Ipatowem, Hansem Tikkanenem i Zacharen Jefimienko),
- dz. I m. w Londynie (2012, Chess Classic Open, wspólnie z Robinem van Kampenem),
- II m. w Albenie (2013, za Tigranen L. Petrosjanem, wspólnie z m.in. Mirceą Pârligrasem),
- I m. w Grazu (2014)[4],
- I m. w Cieplicach (2014)[5],
- dz. I m. w Benasque (2014, wspólnie z m.in. Jorge Corim Tello, Miguelem Illescasem Cordobą i Cristhianem Cruzem Sánchezem)[6],
- dz. I m. w Rydze (2014, wspólnie z Richárdem Rapportem)[7].

W 2013 r. wystąpił w rozegranym w Tromsø turnieju o Puchar Świata, w I rundzie przegrywając z Julio Grandą Zuñigą.
Najwyższy ranking w dotychczasowej karierze osiągnął 1 września 2014 r., z wynikiem 2678 punktów zajmował wówczas 61. miejsce na światowej liście Międzynarodowej Federacji Szachowej, jednocześnie zajmując 3. miejsce wśród ormiańskich szachistów.